# Locustana pardalina
Locustana pardalina är en insektsart som först beskrevs av Walker, F. 1870.  Locustana pardalina ingår i släktet Locustana och familjen gräshoppor. Inga underarter finns listade i Catalogue of Life.